# National Rugby League 1936
La New South Wales Rugby Football League de 1936 fue la 29.ª edición del torneo de rugby league más importante de Australia.

## Formato
Los clubes se enfrentaron en una fase regular de todos contra todos, los cuatro equipos mejor ubicados al terminar esta fase clasificaron a la postemporada.
Se otorgaron 2 puntos por el triunfo, 1 por el empate y ninguno por la derrota.

## Desarrollo

### Tabla de posiciones
| Pos. | Equipo                        | Encuentros | Encuentros | Encuentros | Encuentros | Tantos | Tantos | Tantos | Puntos |
| Pos. | Equipo                        | PJ         | PG         | PE         | PP         | F      | C      | Dif    | Puntos |
| ---- | ----------------------------- | ---------- | ---------- | ---------- | ---------- | ------ | ------ | ------ | ------ |
| 1    | Eastern Suburbs               | 13         | 11         | 2          | 0          | 335    | 145    | +190   | 28     |
| 2    | Balmain Tigers                | 13         | 9          | 0          | 4          | 268    | 161    | +107   | 22     |
| 3    | Canterbury-Bankstown Bulldogs | 14         | 9          | 2          | 3          | 345    | 243    | +102   | 22     |
| 4    | North Sydney Bears            | 13         | 7          | 1          | 5          | 210    | 161    | +49    | 19     |
| 5    | Newtown Jets                  | 14         | 7          | 0          | 7          | 203    | 226    | -23    | 16     |
| 6    | Western Suburbs Magpies       | 13         | 5          | 1          | 7          | 199    | 203    | -4     | 15     |
| 7    | South Sydney Rabbitohs        | 13         | 5          | 0          | 8          | 187    | 185    | +2     | 14     |
| 8    | St. George Dragons            | 13         | 3          | 0          | 10         | 141    | 228    | -87    | 10     |
| 9    | Sydney University             | 14         | 1          | 0          | 13         | 99     | 414    | -315   | 4      |

|  | Postemporada. |

### Postemporada

#### Semifinales
| 5 de septiembre | Balmain Tigers | 16 - 3 | North Sydney Bears |  |  |

| 5 de septiembre | Eastern Suburbs | 25 - 13 | Canterbury-Bankstown Bulldogs |  |  |

#### Final
| 12 de septiembre | Eastern Suburbs | 32 - 12 | Balmain Tigers | Sydney Cricket Ground, Sídney   |  |
|                  |                 |         |                | Asistencia: 14.395 espectadores |  |

| Bandera de Australia    |
| Campeón Eastern Suburbs |
| Sexto título            |